# وانگ لانجینگ
وانگ لانجینگ (انگلیسی: Wang Lanjing؛ زادهٔ ۱۰ مارس ۲۰۰۵) ژیمناست ریتمیک اهل چین است.